# Lahdar
Lahdar (franska: Lahdar (CR), Lahdar (Commune Rurale), arabiska: لبخاتي) är en kommun i Marocko.   Den ligger i provinsen Safi och regionen Marrakech-Safi, i den norra delen av landet, 250 km sydväst om huvudstaden Rabat. Antalet invånare är 12 945.